# Uvarovitettix nodulosus
Uvarovitettix nodulosus är en insektsart som först beskrevs av Franz Xaver Fieber 1853.  Uvarovitettix nodulosus ingår i släktet Uvarovitettix och familjen torngräshoppor. Inga underarter finns listade i Catalogue of Life.